# Ranunculus balikunensis
Ranunculus balikunensis J.G. Liou – gatunek rośliny z rodziny jaskrowatych (Ranunculaceae Juss.). Występuje endemicznie w Chinach w zachodniej części regionu autonomicznego Sinciang.

## Morfologia
PokrójBylina o nagich pędach. Dorasta do 30 cm wysokości.
LiścieSą trójdzielne. Mają sercowato pięciokątny lub nerkowato okrągły kształt. Mają 3–3,5 cm długości oraz 4–5 cm szerokości. Nasada liścia ma sercowaty kształt. Ogonek liściowy jest nagi i ma 6–12 cm długości.
KwiatySą zebrane po 2–3 w kwiatostanach. Pojawiają się na końcówkach pędów. Mają żółtą barwę. Dorastają do 25 mm średnicy. Mają 5 owalnych lub eliptycznie owalnych działek kielicha, które dorastają do 8 mm długości. Mają 5 owalnych płatków o długości 9–11 mm.
OwoceNagie niełupki o jajowatym kształcie i długości 2–3 mm. Tworzą owoc zbiorowy – wieloniełupkę o cylindrycznym kształcie i dorastających do 12 mm długości.

## Biologia i ekologia
Rośnie na łąkach i trawiastych zboczach. Występuje na wysokości do 2400 m n.p.m. Kwitnie w czerwcu.